# Rhea Seehorn
Rhea Seehorn, née le 12 mai 1972 à Virginia Beach, est une actrice américaine.
Elle est principalement connue pour le rôle de Kim Wexler dans la série dramatique Better Call Saul (2015-2022).

## Biographie
Deborah Rhea Seehorn est née le 12 mai 1972 à Virginia Beach, États-Unis. Ses parents sont Frederick et Marlene Seehorn.
Elle est diplômée en théâtre et arts visuels.
Elle développe son travail d'actrice sur les planches de plusieurs théâtres de Washington, D.C. Elle déménage finalement à New York, où elle continue la comédie et débute à Broadway.

### Vie privée
Elle est mariée depuis 2018 au producteur Graham Larson.

### Carrière
Elle débute en 1997 lors d'un épisode d'Homicide.
Elle fait ses débuts au cinéma en 2000, dans le film Eat me! de Joe Talbott.
Elle décroche un premier rôle régulier à la télévision dans la sitcom I'm with Her, menée par Teri Polo, mais qui ne connait qu'une seule saison entre 2003 et 2004.
En 2009, elle joue dans The Starter Wife, Dollhouse, American Dad! et Trust Me
Entre 2011 et 2013, elle obtient un rôle dans Franklin & Bash et dans la sitcom Whitney. Le programme connait deux saisons et 38 épisodes, avant d'être arrêté, faute d'audiences et à la suite de critiques désastreuses.
En 2014, elle se voit confier le premier rôle féminin dans la série dérivée et préquelle de Breaking Bad : Better Call Saul. La série est acclamée par la critique et s'achève en 2022, après 6 saisons.
En 2021, elle joue aux côtés d'Amanda Seyfried, James Norton et Natalia Dyer dans le film Dans les angles morts de Shari Springer Berman et Robert Pulcini, sorti sur Netflix.

## Filmographie

### Cinéma

#### Longs métrages
- 2000 : Eat me! de Joe Talbott : Glynna
- 2001 : Riders de Doug Sadler : Betsy
- 2006 : Raymond de Brian Robbins : Lori
- 2018 : Seven Stages to Achieve Eternal Bliss by Passing Through the Gateway Chosen by the Holy Storsh de Vivieno Caldinelli : Nordheim
- 2019 : Inside Man : Most Wanted de M. J. Bassett : Brynn Stewart
- 2019 : I Hate Kids de John Asher : Kelly
- 2021 : Dans les angles morts (Things Heard & Seen) de Shari Springer Berman et Robert Pulcini : Justine Sokolov
- 2022 : Linoleum de Colin West : Erin Edwin
- 2024 : Bad Boys: Ride or Die d'Adil El Arbi et Bilall Fallah : Judy Howard

#### Courts métrages
- 1999 : The Pitch d'Alex LaGory et Rob Lyall : une femme
- 2000 : The Gentleman de Sam Serafy et Jonathan Spottiswoode : la petite amie
- 2008 : CU@Ed's de Casey Stangl : Tina
- 2018 : Lost Children : Kate & Bill de Sabina Vajraca : Kate

### Télévision

#### Séries télévisées
- 1997 : Homicide : Jenny
- 2003-2004 : I'm with Her : Cheri Young
- 2005 : Head Cases : Nicole Walker
- 2006 : Modern Men : Anita
- 2007 : The Singles Table : Stephanie Vogler
- 2009 : The Starter Wife : Charlotte
- 2009 : Dollhouse : Jocelyn Bashford
- 2009 : Trust Me : Brooke
- 2009 : American Dad! : une serveuse (voix)
- 2010 : Burn Notice : Patty
- 2010 : The Closer : L.A. enquêtes prioritaires (The Closer) : Judy Lynn
- 2011 - 2013 : Whitney : Roxane
- 2011-2014 : Franklin and Bash : Ellen Swatello
- 2013 : Les Griffin (Family Guy) : Joanie Cunningham (voix)
- 2014 : House of Lies : Samantha
- 2015-2022 : Better Call Saul : Kim Wexler
- 2017: Shut Eye : la mère de Charlie
- 2017-2019 : American Dad! : Mlle Hemingway / une femme dans la piscine / Barbara (voix)
- 2018 : New York, unité spéciale (Law and Order: Special Victims Unit) : Martha Cobb (saison 19, épisode 12)
- 2018 : Roseanne : Carrie
- 2019 : The Twilight Zone : La Quatrième Dimension (The Twilight Zone) : Martha
- 2019 : The Act : Janet
- 2019 : Veep : Michelle York
- 2021 : Ridley Jones : Ida (voix)
- 2021 : The Harper House : Debbie Harper (voix)
- 2023 : Invincible : Andressa (voix)
- depuis 2025 : Pluribus : Carol

#### Téléfilms
- 2005 : Romy and Michele: In the Beginning de Robin Schiff : Ashley Schwartz
- 2007 : The Thick of It de Christopher Guest : Ollie Tadzio

## Distinctions

### Récompenses
- Saturn Awards 2018 : Meilleure actrice de télévision pour Better Call Saul
- Saturn Awards 2022 : Meilleure actrice de télévision pour Better Call Saul
- Television Critics Association Awards de la meilleure interprétation dans une série dramatique 2023 pour Better Call Saul

### Nomination
- Critics' Choice Television Awards 2021 : Meilleure actrice dans un second rôle dans une série dramatique  pour Better Call Saul [1]